# Famille de Keghel
La famille de Keghel (olim : de Kegel(e), de Keghele, Kegles, Keygles, Keg(h)els) est une importante famille bourgeoise de Bruxelles, attestée dès le Moyen Âge. Elle est citée à plusieurs reprises dans la chevalerie brabançonne dès le début du XIVe siècle. Appartenant au patriciat de Bruxelles, ses membres ont par ailleurs pris une part active au gouvernement de la ville de Bruxelles sous le régime lignager, comme membres du Magistrat et des Lignages de cette capitale.

## Histoire

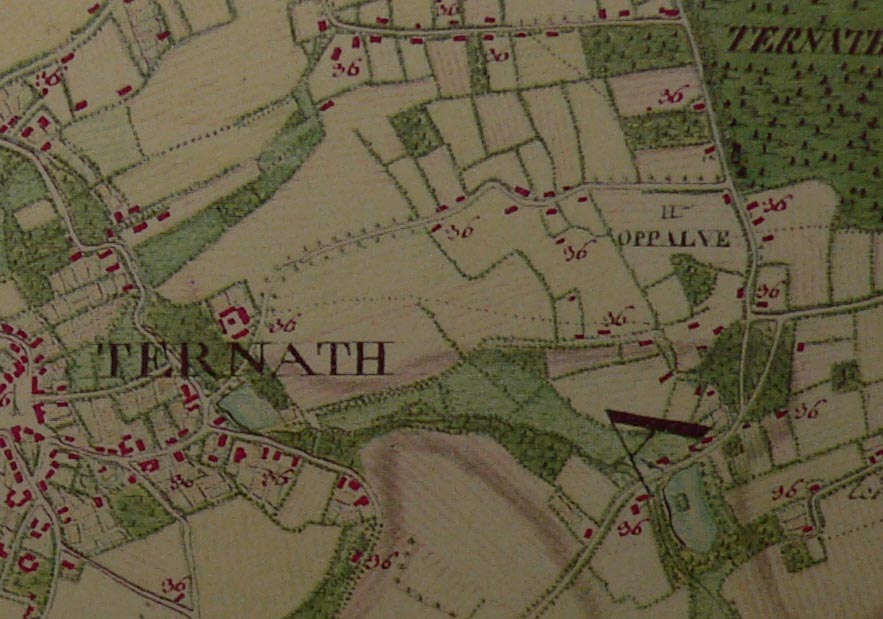
Opalfene (carte de Ferraris, XVIIIe siècle)

La famille de Keghel faisait partie des Lignages de Bruxelles. Plusieurs de ses membres furent adoubés chevaliers dès le bas Moyen Âge, comme Jean de Keghel, bourgeois et échevin de Bruxelles en 1442, époux de Barbe Sersanders, et Gilles de Keghel, bourgeois de Bruxelles, cité dans le lignage Sweerts en 1410, lui aussi qualifié de chevalier dans un acte de 1413. Les membres de cette famille possédèrent de nombreux fiefs dans le Brabant, leur permettant d'exercer leurs fonctions dans le magistrat de Bruxelles ou de servir à cheval dans l'armée ducale.
Cette ancienne famille, remontant au début du XIVe siècle, est issue d’Henri de Keghel, échevin du village de Ligny (Lennick) dont le seigneur est un vassal du seigneur de Gaasbeek en 1316. Ses descendants, bourgeois et échevins de Bruxelles, tiennent, au XIVe siècle, en fief de l'abbaye de Nivelles, à Opalphen (Opalfene), une seigneurie ayant justice de congiés et droitures, dépendant de la paroisse de Ternath, seigneurie appartenant à Éverard t'Serclaes. En 1363, Jean de Keghel, fils d'Henri, est dit van Zemst, du nom d'une terre et hameau situés au Sud de ce bourg (Sempst). Henri de Keghel, fils de Jean de Keghel (ci-dessous), fait relief du fief de Ternat le 4 janvier 1410.
"Heer" Jean de Keghel, chevalier, fils de Gilles de Keghel, seigneur de Le Natte (Ternath), et de son épouse, Catherine van der Hoeven, est fait prisonnier à la bataille de Baesweiler le 22 août 1371 sous la bannière de Guillaume d’Abcoude, seigneur de Gaesbeek, dans l'expédition menée par Venceslas Ier de Luxembourg, duc de Brabant et de Limbourg, contre le Duché de Juliers. Il est indemnisé à Bruxelles le 21 décembre 1374 par le duc de Brabant pour les pertes subies dans cette guerre. Homme de fief à Strijtem et Ternat, il épouse Catherine van der Brugg(h)e(n). Par ailleurs membre du patriciat bruxellois, il est élu échevin de Bruxelles en 1393. 

### Patriciat de Bruxelles
Dès le XIVe siècle, les membres de cette famille, sont attestés dans le patriciat lignager urbain bruxellois. Ils sont en effet admis dans l'un des sept Lignages de Bruxelles, le Sweerts, dès 1375 et à l’échevinat de la ville pour la première fois en 1393.
Personne n'a à ce jour identifié avec certitude l'alliance matrimoniale ayant permis cette agrégation au patriciat urbain.
Cette famille est citée cinq fois au lignage Sweerts et six de ses membres totalisent onze mandats scabinaux entre 1393 et 1482.

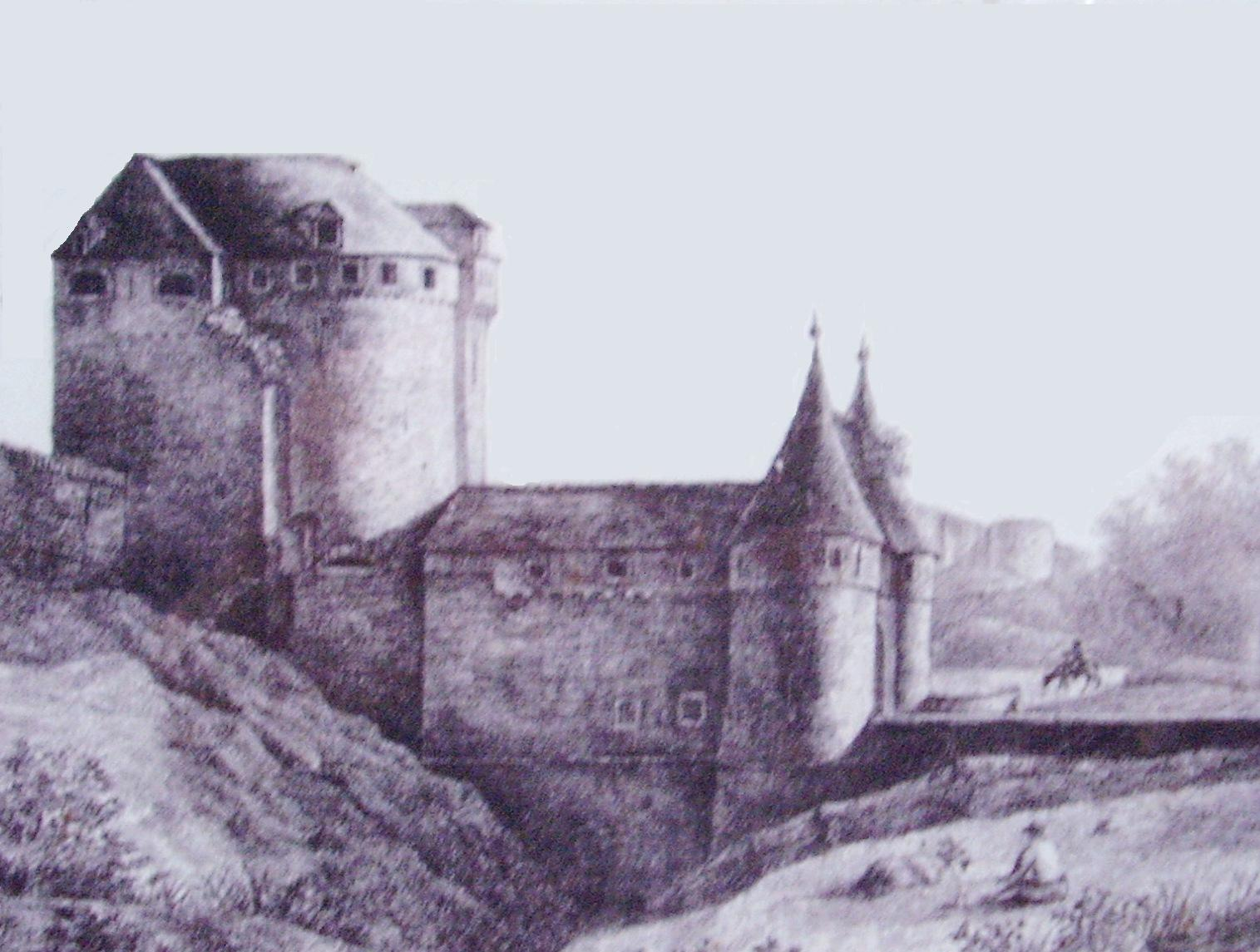
Bruxelles. La Porte de Louvain

Parmi les lignagers de ce nom, le plus marquant est certainement le magistrat Gilles (Egidius) de Keghel dit l'Ancien, échevin de Bruxelles en 1420, qui épousa Elisabeth van Stalle, de la Maison de Stalle. Lors des troubles qui secouent Bruxelles en 1421, Gilles de Keghel prend le parti du souverain, Jean de Bourgogne, duc de Brabant sous le nom de Jean IV et se fait l'un de ses plus fidèles défenseurs contre le mouvement démocratique, prenant le commandement de la Porte de Louvain pour accueillir le duc dans sa capitale. Ce parti-pris lui coûte sa charge scabinale et le contraint à l'exil, après la victoire du parti plébéien, qui met fin à l'exlusivisme lignager, oblige le patriciat urbain à désormais partager son pouvoir avec les métiers et inaugure une période de régence de Philippe de Saint-Pol, frère du duc. Le rôle tenu par Gilles de Keghel l'Ancien dans cet épisode de l'histoire de Bruxelles est immortalisé en vers thiois brabançons dans les Gestes des ducs de Brabant (Brabantsche Yeesten) du chroniqueur Jean de Boendale (Jan van Boendale).
La disgrâce de Gilles de Keghel l'Ancien n'a pas fait obstacle au maintien de sa famille dans le magistrat bruxellois sous le régime lignager-corporatif qui suivit.

Armoiries d'Olivier de Kegele, 1505, secrétaire du Conseil d'État

### Secrétaire du Conseil d'État
Olivier de Kegele fut secrétaire du Conseil d'État des Pays-Bas bourguignons puis espagnols de 1474 (règne de Charles Le Hardi) à 1516 (règne de Charles Quint) et Procureur Général du roi de Castille pour son duché de Brabant en 1505.

### Seigneurie de Stalle
Gilles de Keghel, bourgeois et échevin de Bruxelles en 1420, époux d'Elisabeth van Stalle, hérite le fief de Stalle sous Tourneppe. Les registres de la Chambre des Comptes nous indiquent qu'entre 1473 et 1509, les frères de Gilles de Keghel tiennent en fief de Collart de Mailly, seigneur de Stalle, maison, bois, terres, pâturages, cens et rentes en la paroisse de Tourneppe. Un rameau de cette famille subsiste dans cette paroisse au moins jusqu'à la fin du XVIIe siècle.

## Alliances
Familles alliées: van der Brugghen, van Stalle, Pipenpoy, Clockman, van Poederlé, van Heelbeke, van de Voorde, Sersanders, van Steelant, van der Haghen , de Waudripont, van Buyseghem dit Buys, van Droogenbroeck, Wouters de Wattes.

## Personnalités

Sceau de Messire Jean de Keghel, chevalier, échevin de Bruxelles en 1393, avec la légende : S. IOHIS KEGHELS MILIT

- Henri de Kegel, admis en 1376 au lignage Sweerts, époux d'Elisabeth Sterckx alias s'Cockx.
- Henri de Kegel, cité en 1376 dans le lignage Sweerts, fait relief du fief de Ternat en 1410, époux de Catherine Pipenpoy.
- Messire Jean de Keghel, chevalier, cité en 1375 dans le lignage Sweerts, échevin de Bruxelles en 1393, époux de Catherine van der Bruggen.
- Henri de Kegel, cité en 1394 au lignage Sweerts.
- Jean de Kegel, chevalier, cité en 1400 dans le lignage Sweerts, échevin de Bruxelles en 1442-1443.
- Gilles de Kegel, chevalier, cité en 1410 dans le lignage Sweerts, époux de Béatrice Bodevaerts.
- Henri de Kegel, cité en 1414 au lignage Sweerts.
- Gilles de Keghel, dit l’Ancien, échevin de Bruxelles en 1420, époux d'Elisabeth van Stalle.
- Henri de Kegel, qui était, selon Jean-Baptiste Houwaert, le frère de Josse ci-après, fut échevin de la ville de Bruxelles en 1482, épousa Heylewidis van Cotthem et était présent le 13 juin 1480 au lignage Sweerts.
- Josse de Kegel, qui était, selon Jean-Baptiste Houwaert, le fils de Gillis de Kegel et de Beatrix van Wayenberge, le petit-fils d'un autre Gillis de Kegel et de Barbara Clockman, et l'arrière-petit-fils de Gillis de Kegel, échevin du Sweerts en 1420, et d'Elisabeth van Stalle, avait épousé Cathelyne van Droogenbosch, mourut en 1507, et fut noté comme étant absent le 13 juin 1480 du lignage Sweerts.
- Henri de Kegel, échevin de Bruxelles en 1482, époux de Marguerite van Heelbeke.
- Maître Jean de Kegel, licencié en droit civil et en droit canon, qui serait le frère de Joos et Henrick de Kegel admis au lignage, et époux de Maria van Buysegem dite Buys, fut échevin de Bruxelles en 1486, 1493, 1509 et 1514, et avait été mentionné comme étant présent le 13 juin 1483 au lignage Sweerts.
- Jean de Keghele, échevin de Bruxelles en 1510.

## Armes
Armes : De gueules plain, qui est Bruxelles, à trois quilles d’argent.
Timbre: un heaume.
Cimier : une quille de l’écu entre deux têtes et cols de hérons affrontés d'argent, les becs passés en sautoir. Lambrequins aux émaux de l'écu.
Variante: émaux inversés d'argent à trois quilles de gueules.
Brisure (une seule occurrence): une losange au point du chef (sceau de Jean de Keghel, 1374)